# La Pinilla (Salamanca)
La Pinilla es una entidad de población española del municipio de Arapiles, perteneciente a la provincia de Salamanca, en la comunidad autónoma de Castilla y León.

## Historia
Hacia mediados del siglo XIX, el lugar, por entonces perteneciente al municipio de Las Torres, tenía contabilizada una población de nueve habitantes. Aparece descrito en el decimotercer volumen del Diccionario geográfico-estadístico-histórico de España y sus posesiones de Ultramar de Pascual Madoz con las siguientes palabras:

PINILLA (la): alq. en la prov. y part. jud. de Salamanca, térm. municipal de Las Torres. pobl.: 2 vec., 9 almas.
(Madoz, 1849, p. 35)

En la actualidad, pertenece al municipio de Arapiles. En 2023, la entidad singular de población tenía empadronados ocho habitantes.